# Phyllodromica janeri
Phyllodromica janeri är en kackerlacksart som först beskrevs av Bolívar 1894.  Phyllodromica janeri ingår i släktet Phyllodromica och familjen småkackerlackor. Inga underarter finns listade i Catalogue of Life.